# Tratado da Fronteira Alemanha-Polónia (1990)
O Tratado da Fronteira Alemanha-Polónia de 1990 resolveu a questão da fronteira Alemanha-Polónia, que nos termos do direito internacional estava pendente desde 1945. Foi assinado pelos ministros dos negócios estrangeiros da Polónia e da Alemanha, Krzysztof Skubiszewski e Hans-Dietrich Genscher, em 14 de novembro de 1990, ratificado pelo Sejm polaco em 26 de novembro de 1991 e pelo Bundestag alemão em 16 de dezembro de 1991, e que entrou em vigor com a troca dos instrumentos de ratificação em 16 de janeiro de 1992.
O seu título completo é "Tratado entre a República Federal da Alemanha e a República da Polónia sobre a confirmação da fronteira entre si, 14 de novembro de 1990" (Vertrag zwischen der Bundesrepublik Deutschland und der Republik Polen über die Bestätigung der zwischen ihnen bestehenden Grenze em alemão, e Traktat między Rzeczpospolitą Polską a Republiką Federalną Niemiec o potwierdzeniu istniejącej między nimi granicy em polaco, a ordem dos países está invertida no nome polaco).

## Antecedentes históricos

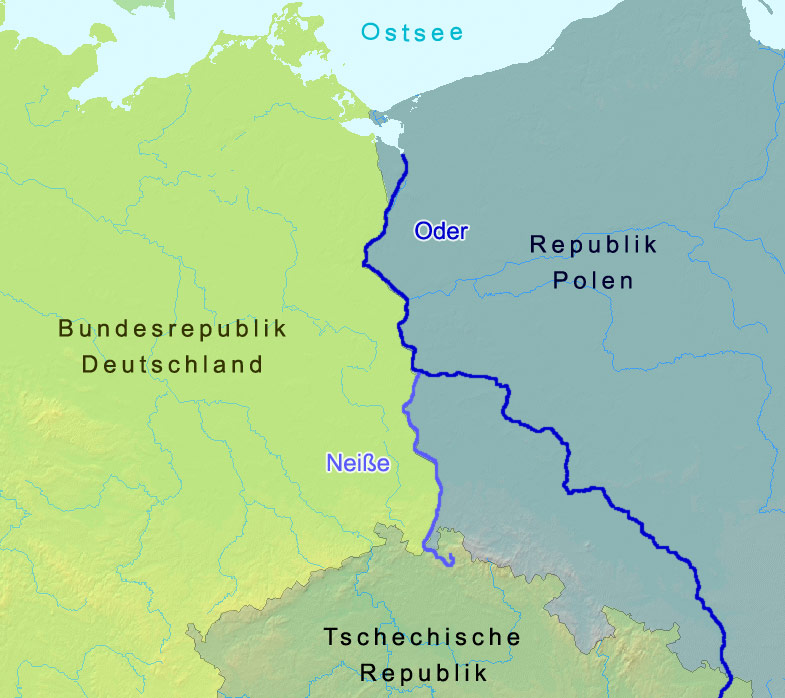
A linha Oder-Neisse entre Alemanha e Polónia

No Acordo de Potsdam de 1945, os Aliados da Segunda Guerra Mundial definiram a linha Oder-Neisse como linha de demarcação entre a zona de ocupação soviética na Alemanha e a Polónia, adiando a determinação definitiva da fronteira ocidental da Polónia para um acordo de paz posterior. O Tratado de Zgorzelec de 1950 entre aAlemanha Oriental e a República Popular da Polónia confirmou esta fronteira como definitiva. A Alemanha Ocidental, que se via a si mesma como sucessora legal do Reich Alemão e não reconhecia a Alemanha Oriental, insistiu que a fixação definitiva da fronteira Alemanha-Polónia só poderia ser aceite por uma futura Alemanha reunificada. Embora a Alemanha Ocidental, por razões práticas, tenha aceite a linha de fronteira Oder-Neisse no Tratado de Varsóvia (1970), permaneceria o seu embargo e a sua posição segundo a qual só uma paz futura traria formalmente a resolução definitiva do assunto.
Com a reunificação alemã a chegar por fim em 1990, os Aliados da Segunda Guerra Mundial condicionaram a soberania total da Alemanha ao reconhecimento da fronteira Oder-Neisse, tal como estipulado no artigo 1.2 do Tratado sobre a Regulamentação Definitiva referente à Alemanha. A assinatura do tratado entre Alemanha e Polónia reconheceu a linha Oder-Neisse como fronteira sob direito internacional e foi um dos termos do Tratado de Unificação entre a Alemanha Ocidental e Alemanha Oriental que foi assinado e entrou em vigor em 3 de outubro de 1990. A Polónia também quis que este tratado acabasse com a ambiguidade que existiu na fronteira desde 1945.

## O tratado
Segundo os termos do tratado, as partes concordam em:
- reafirmar a fronteira de acordo com o Tratado de Zgorzelec de 1950, com os seus subsequentes estatutos e o Tratado de Varsóvia de 1970;
- declarar a fronteira entre si inviolável agora e em diante, e respeitar a soberania mútua e integridade territorial;
- declarar que não têm reivindicações territoriais entre si nem levantarão futuras reivindicações.

O acordo foi complementado por um Tratado de Boa Vizinhança e Cooperação, assinado por Polónia e Alemanha em 17 de junho de 1991.
No processo de ratificação no Bundestag, o tratado teve 13 votos de oposição de deputados da fação CDU/CSU, entre eles Erika Steinbach e Peter Ramsauer. Em 2006 a ministra dos negócios estrangeiros da Polónia, Anna Fotyga, face às reclamações indemnizatórias levantadas pela "Sociedade Prussiana de Reclamações" afirmou que o tratado era insuficiente e deveria ser renegociado.